# Maria Jarosz (polityk)
Maria Jarosz (ur. 21 listopada 1952 w Hucie Turobińskiej) – polska polityk, posłanka na Sejm PRL IX kadencji.

## Życiorys
Pracowała od 1971 jako odlewnik wyrobów sanitarnych, a następnie jako mistrz produkcji w Zakładach Wyrobów Sanitarnych „Krasnystaw” w Krasnymstawie. W 1973 wstąpiła do Związku Socjalistycznej Młodzieży Polskiej, a w 1977 do Polskiej Zjednoczonej Partii Robotniczej. Członkini Towarzystwa Przyjaźni Polsko-Radzieckiej i Ligi Kobiet. W 1982 skończyła Technikum Ceramiczne przy Zespole Szkół Zawodowych nr 1 w Krasnymstawie. W latach 1985–1989 pełniła mandat posłanki na Sejm PRL IX kadencji z okręgu Chełm. Zasiadała w Komisji Budownictwa, Gospodarki Przestrzennej, Komunalnej i Mieszkaniowej oraz w Komisji Rynku Wewnętrznego i Usług.